# Elaeocarpus polystachyus
Elaeocarpus polystachyus är en tvåhjärtbladig växtart som beskrevs av Nathaniel Wallich. Elaeocarpus polystachyus ingår i släktet Elaeocarpus och familjen Elaeocarpaceae. Inga underarter finns listade i Catalogue of Life.